# Micha’al ben Abdelaziz Al Saoud
 (février 2018).
Le contenu est difficilement compréhensible vu les erreurs de traduction, qui sont peut-être dues à l'utilisation d'un logiciel de traduction automatique.
Le Prince Micha’al ben Abdelaziz Al Saoud, né le 5 septembre 1926 à Riyad et mort le 3 mai 2017, est un homme politique saoudien. 
Il est le Ministre de la Défense de l'Arabie saoudite du 12 mai 1951 à 1953,.

## Biographie
Il est vice-ministre de la Défense jusqu'à la mort d'une crise cardiaque à Paris le 2 mai 1951 de son frère le prince Mansour, qu'il remplace au poste de ministre de la Défense. Son cadet le prince Mutaib lui succède comme vice-ministre de la Défense. Une fois ministre, il devient l'un des princes les plus riches des Al Saoud[pas clair] en achetant notamment des terres de l'état à des prix très bon marché [pas clair].
Mais à cause de son manque d'éducation et d'expérience, [pas clair]. Il se pencha lourdement sur l'avis[pas clair] et la recommandation d'un conseiller étranger. Il  exerce une influence considérable au sein du clan Ibn Saoud .[incompréhensible], Ibn Saoud contré son influence par la nomination d' Abdullah bin Faisal en tant que ministre de la santé et de l'intérieur[style à revoir].